# گوزن قرمز کورسی
گوزن قرمز کورسی (نام علمی: Cervus elaphus corsicanus)، که به سادگی به عنوان گوزن کورسی یا گوزن ساردینیا نیز شناخته می‌شود، زیرگونه‌ای از گوزن قرمز (Cervus elaphus) است که در جزایر مدیترانه در ساردینیا (ایتالیا) و کورس (فرانسه) یافت می‌شود.